# Линдси, Дэвид, 9-й граф Кроуфорд
Дэвид Линдси (англ. David Lindsay; до 1513 — 20 сентября 1558, Инвермарк, Ангус, Королевство Шотландия) — шотландский аристократ, 9-й граф Кроуфорд и 17-й барон Кроуфорд с 1542 года.

## Биография
Дэвид Линдси принадлежал к младшей ветви знатного англо-шотландского рода, известного с XI века и владевшего баронией Кроуфорд на юге Ланаркшира. Он родился до 1513 года в семье Уолтера Линдси и неизвестной по имени представительнице рода Эрскинов. В 1542 году, после смерти своего кузена Дэвида Линдси, 8-го графа Кроуфорда, унаследовал семейные владения и титулы. 9-й граф Кроуфорд умер 20 сентября 1558 года в Инвермарке (графство Ангус).
Граф был женат на Джанет Грей (дочери Атрика Грея и Аннабеллы Форбс) и на Кэтрин Кэмпбелл (дочери сэра Джона Кэмпбелла и Мюриэль Калдер, вдове Джеймса Огилви). Во втором браке родились:
- Дэвид (умер в 1610)[3];
- Уолтер[6];
- Элизабет (умерла в 1585), жена Патрика Драммонда, 3-го лорда Драммонда[6][7][8];
- Маргарет (умерла в 1589), жена Джона Стюарта, 1-го графа Атолла[9][10];
- Джон (1552—1598)[11][12].

Наследником 9-го графа стал усыновлённый им внук его предшественника Дэвид Линдси.